# Assassin's Creed: The Fall
Assassin's Creed: The Fall (em português:  Assassin's Creed: A Queda
) é uma HQ americana de três partes, publicada sob o selo da Wildstorm nos Estados Unidos, e pela Panini Comics no Brasil. Baseada no universo da série de jogos Assassin's Creed, segue a jornada do Assassino Nikolai Orelov no passado, em 1880, e no começo da Revolução Russa de 1917, perto do Evento de Tunguska, enquanto seu descendente Daniel Cross está experienciando suas memórias genéticas, em 1998.
Criada e escrita por Cameron Stewart e Karl Kerschl, a graphic novel inicialmente era para ser uma expansão das viagens de Ezio Auditore da Firenze, mas foi mudada para uma nova história, para dar maior liberdade para os escritores. No entanto, a história ainda segue a briga entre Templários e Assassinos, com este último a ser ligado à Narodnaya Volya.

## Sinopse
A HQ foi lançada em 10 de novembro de 2010, alguns dias antes do lançamento do jogo Assassin's Creed: Brotherhood. A história da primeira edição segue Nikolai lutando contra os Templários por um poderoso artefato, em formato de cetro, que culmina na batalha final contra o Czar Alexandre III, a bordo de um trem veloz. A segunda edição continua com Nikolai preparando um ataque a uma estação de pesquisa templária na Sibéria. Sua missão acaba no Evento de Tunguska, eventualmente. Enquanto isso, em 1998, Daniel Cross está tentando encontrar mais informações sobre seu passado e sobre a Ordem dos Assassinos moderna. A última edição começa quando os Bolchevique tomam controle do país. Nikolai confronta o Czar Nicolau II para adquirir informação sobre onde está O Cetro. Em 1998, Cross se encontra com o Mentor da Ordem dos Assassinos, e ele então descobre que ele é um agente infiltrado, que sofre uma lavagem cerebral quando tinha 7 anos para que, quando tivesse oportunidade, matasse o Mentor. e que ele é o Subject 4 nos experimentos que as Indústrias Abstergo tem feito para capturar Assassinos.
Desde abril de 2011, a UbiWorkshop (divisão da Ubisoft voltada para fins multimídias)tem lançado em seu site 1 página das HQs, toda quarta feira, sendo que em agosto de 2011 eles terminaram de lançar a primeira edição, com as outras vindo a seguir.

## Distribuição
Em 16 de março de 2012, a editora Panini Comics anunciou que lançaria a HQ no Brasil, sob o nome de Assassin's Creed: A Queda, ainda em março. A HQ viria com as três edições lançadas nos Estados Unidos e o epílogo da história em uma única edição encadernada com 108 páginas, papel especial e por R$ 14,90. A edição acompanha ainda um código exclusivo para download de conteúdo extra no game  Assassin's Creed: Revelations. O código, porém, só é válido para a versão Xbox 360 do jogo. A Ubisoft Brasil, parceira da Panini na publicação, liberou uma prévia da HQ.